# Vlag van Bomi

Vlag van Bomi

De vlag van Bomi, een county van Liberia, bestaat net als alle veertien andere Liberiaanse vlaggen met de nationale vlag van Liberia in het kanton. De vlag is, net als alle andere vlaggen, verleend door toenmalig president William Tubman, bij gelegenheid van zijn 70e verjaardag, op 29 november 1965.
De vlag bestaat uit een lichtblauwe cirkel aan de rechterzijde met bruine heuvels met 5 groene bomen; in het kanton staat de Liberiaanse vlag.